# Ronde van Spanje 2007/Eerste etappe
De eerste etappe van de Ronde van Spanje 2007 vond plaats op 1 september 2007. Het was niet zoals gebruikelijk bij de start van een grote wielerronde een proloog, maar een grotendeels vlakke rit rond de West-Spaanse stad Vigo. De etappe was 153 kilometer lang. Onderweg waren twee beklimmingen van de derde categorie en twee tussensprints.

## Verslag
De rit werd gekenmerkt door een lange ontsnapping van Serafín Martínez, Geoffroy Lequatre en Dimitri Champion, die na 26 kilometer uit het peloton wegsprongen. De marge werd echter nooit groter dan drie minuten. Toen het verschil kleiner werd, probeerde Martínez het op een klim van de derde categorie alleen. Hij reed zo'n 23 kilometer solo, alvorens hij achterhaald werd door Jérémy Roy. Na 143 kilometer werd Martínez teruggepakt door het peloton, vijf kilometer later Roy.
Met nog vijf kilometer te gaan probeerde vervolgens Philippe Gilbert weg te komen, maar zijn poging strandde. De etappe eindigde in een massasprint, waarbij Daniele Bennati de snelste was, voor Óscar Freire en Alessandro Petacchi.
Na 78 kilometer in de etappe vond er in het peloton een valpartij plaats, waarbij onder andere klassementsrenners Tom Danielson van Discovery en Damiano Cunego van Lampre betrokken waren. Danielson zou kort daarna opgeven.

### Tussensprints
- Eerste tussensprint in Ponte Caldelas, na 42 km: Dimitri Champion
- Tweede tussensprint in Vigo, na 130 km: Serafín Martínez

### Beklimmingen
- Alto de Vilarchán (3e), na 36 km: Serafín Martínez
- Alto de Zamans (3e), na 109 km: Serafín Martínez

### Opgaves
- De Amerikaan Tom Danielson gaf na 90 kilometer op. Hij was kort daarvoor betrokken bij een valpartij in het peloton. Danielson was een van de klassementsrenners van Discovery Channel.

## Uitslag
| rang | renner              | land        | ploeg                 | tijd      |
| ---- | ------------------- | ----------- | --------------------- | --------- |
| 1    | Daniele Bennati     | Italië      | Lampre-Fondital       | 3u 43'09" |
| 2    | Óscar Freire        | Spanje      | Rabobank              | z.t.      |
| 3    | Alessandro Petacchi | Italië      | Team Milram           | z.t.      |
| 4    | Allan Davis         | Australië   | Discovery Channel     | z.t.      |
| 5    | Tom Boonen          | België      | Quick·Step-Innergetic | z.t.      |
| 6    | Aurélien Clerc      | Zwitserland | Bouygues Télécom      | z.t.      |
| 7    | Koldo Fernández     | Spanje      | Euskaltel-Euskadi     | z.t.      |
| 8    | Erik Zabel          | Duitsland   | Team Milram           | z.t.      |
| 9    | Rony Martias        | Frankrijk   | Bouygues Télécom      | z.t.      |
| 10   | Leonardo Duque      | Colombia    | Cofidis               | z.t.      |

## Klassementen

### Algemeen klassement
| rang | renner              | land        | ploeg                 | tijd      |
| ---- | ------------------- | ----------- | --------------------- | --------- |
| 1    | Daniele Bennati     | Italië      | Lampre-Fondital       | 3u 43'09" |
| 2    | Óscar Freire        | Spanje      | Rabobank              | z.t.      |
| 3    | Alessandro Petacchi | Italië      | Team Milram           | z.t.      |
| 4    | Allan Davis         | Australië   | Discovery Channel     | z.t.      |
| 5    | Tom Boonen          | België      | Quick·Step-Innergetic | z.t.      |
| 6    | Aurélien Clerc      | Zwitserland | Bouygues Télécom      | z.t.      |
| 7    | Koldo Fernández     | Spanje      | Euskaltel-Euskadi     | z.t.      |
| 8    | Erik Zabel          | Duitsland   | Team Milram           | z.t.      |
| 9    | Rony Martias        | Frankrijk   | Bouygues Télécom      | z.t.      |
| 10   | Leonardo Duque      | Colombia    | Cofidis               | z.t.      |

### Puntenklassement
| rang | renner              | land   | ploeg           | punten |
| ---- | ------------------- | ------ | --------------- | ------ |
| 1    | Daniele Bennati     | Italië | Lampre-Fondital | 25     |
| 2    | Óscar Freire        | Spanje | Rabobank        | 20     |
| 3    | Alessandro Petacchi | Italië | Team Milram     | 16     |

### Bergklassement
| rang | renner            | land      | ploeg            | punten |
| ---- | ----------------- | --------- | ---------------- | ------ |
| 1    | Serafín Martínez  | Spanje    | Karpin-Galicia   | 12     |
| 2    | Geoffroy Lequatre | Frankrijk | Cofidis          | 6      |
| 3    | Dimitri Champion  | Frankrijk | Bouygues Télécom | 6      |

### Combinatieklassement
| rang | renner            | land      | ploeg            | punten |
| ---- | ----------------- | --------- | ---------------- | ------ |
| 1    | Geoffroy Lequatre | Frankrijk | Cofidis          | 191    |
| 2    | Serafín Martínez  | Spanje    | Karpin-Galicia   | 198    |
| 3    | Dimitri Champion  | Frankrijk | Bouygues Télécom | 200    |

### Ploegenklassement
| rang | ploeg             | land      | tijd       |
| ---- | ----------------- | --------- | ---------- |
| 1    | Bouygues Télécom  | Frankrijk | 11u 09'27" |
| 2    | Euskaltel-Euskadi | Spanje    | z.t.       |
| 3    | Rabobank          | Nederland | z.t.       |

1e etappe ·
2e etappe ·
3e etappe ·
4e etappe ·
5e etappe ·
6e etappe ·
7e etappe ·
8e etappe ·
9e etappe ·
10e etappe ·
11e etappe ·
12e etappe ·
13e etappe ·
14e etappe ·
15e etappe ·
16e etappe ·
17e etappe ·
18e etappe ·
19e etappe ·
20e etappe ·
21e etappe

Startlijst · Eindstanden · Afbeeldingen